# Camponotus indefinitus
Camponotus indefinitus é uma espécie de inseto do gênero Camponotus, pertencente à família Formicidae.